# Teresa Scanlan
Teresa Scanlan (Gering, 6 febbraio 1993) è una modella statunitense, eletta Miss America 2011.
È stata la più giovane Miss America mai eletta dai tempi di Bette Cooper nel 1937.

## Biografia
Di origini croate da parte della madre, Teresa Scanlan ha conseguito il diploma nella primavera 2010 presso la Scottsbluff High School. Il 5 giugno 2010 ha vinto il titolo di Miss Nebraska, all'età di diciassette anni, diventando la più giovane Miss Nebraska mai incoronata. Proprio in rappresentanza del Nebraska, Teresa Scanlan ha vinto il titolo di Miss America il 15 gennaio 2011 diventando la prima Miss Nebraska a vincere il titolo e la più giovane negli ultimi settantaquattro anni.